# Rashtrakuta

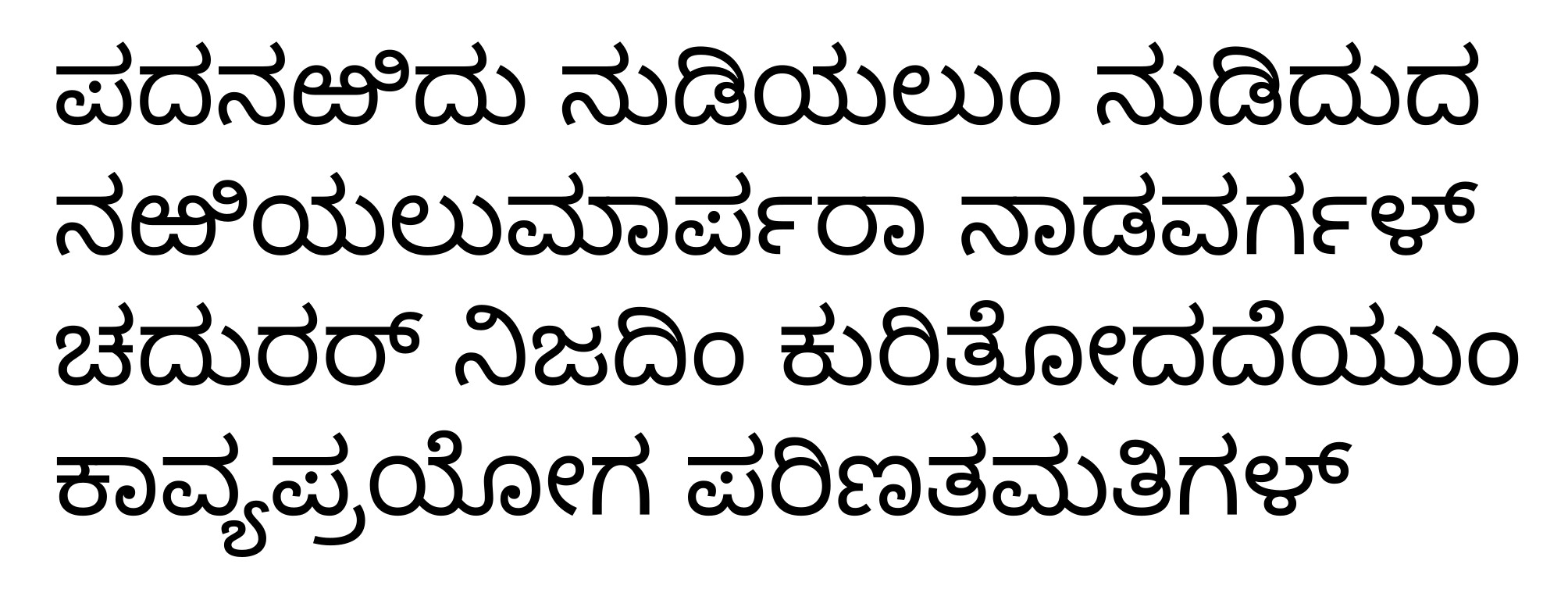
Texto del, tomado del Kavirajamarga, pidiendo al pueblo por sus habilidades literarias.

El Imperio rashtrakuta (IAST: rāṣṭrakūṭa; en canarés: ರಾಷ್ಟ್ರಕೂಟ) fue una dinastía real gobernante en gran parte del subcontinente indio entre los siglos VI y X (752-985). El registro más antiguo conocido de un rashtrakuta es una inscripción del siglo VII en una placa de cobre de concesión que menciona el gobierno de Manpur en la región de Malwa del actual estado de Madhya Pradesh. Otros clanes gobernantes rashtrakutas del mismo período mencionados en inscripciones fueron los reyes de Achalapur (moderno Elichpur en Maharashtra) y los gobernantes de Kannauj. Hay algunas controversias sobre el origen de estos primeros rashtrakutas, sobre su casa natal y su lengua.
El clan que gobernó desde Elapura era feudatario de los chalukyas de Badami y durante el gobierno de Dantidurga , derrocó al chalukya Kirtivarman II y llegó a construir un imperio con base en la región de Gulbarga en el actual estado de Karnataka. Los miembros de este clan llegaron a ser conocidos como los rashtrakutas de Manyakheta, subiendo al poder en el sur de la India en el año 753. Al mismo tiempo, la dinastía Pala de Bengala y la dinastía Pratihara de Malwa fueron ganando fuerza en el este y noroeste de la India, respectivamente. Una escritura árabe Silsilatuttavarikh (851) considera a los rashtrakutas como uno de los cuatro imperios principales del mundo.
Este período, entre los siglos VIII y X, vio una lucha tripartita por los recursos de las ricas llanuras del Ganges, cada uno de esos tres imperios anexiándose la sede del poder en Kannauj durante cortos períodos de tiempo. En su apogeo, los rashtrakutas de Manyakheta gobernaron un vasto imperio que se extendía desde el doab de los ríos Ganges y Yamuna, en el norte, hasta el cabo Comorin, en el sur, en una época fructífera de expansión política, logros arquitectónicos y contribuciones literarias famosas. Los primeros reyes de esta dinastía estuvieron influidos por el hinduismo y los reyes posteriores por el jainismo.
Durante su mandato, los matemáticos y eruditos jainistas contribuyeron con importantes obras en canarés y sánscrito.  Amoghavarsha, el rey más famoso de esta dinastía, escribió el Kavirajamarga, una obra literaria histórica en la lengua kannada. La arquitectura alcanzó un hito en el estilo dravídico, cuyo mejor ejemplo se ve en el templo Kailasanath en las cuevas de Ellora en el moderno estado de Maharashtra. Otras contribuciones importantes son el templo Kashivishvanatha y el templo jain de Narayana, en Pattadakal, en el actual estado de Karnataka, ambos lugares declarados Patrimonio de la Humanidad por la UNESCO.
Los rashtrakutas gobernaron un territorio más vasto que el de cualquier otra dinastía anterior, destacando el estímulo dado a la educación y a la tolerancia religiosa y su contribución en el campo de las artes, en especial la literatura y la arquitectura.

## Historia

### Orígenes
El origen de la dinastía Rashtrakuta ha sido un tema controvertido de la historia india. Estas cuestiones se refieren al origen de los primeros ancestros de los Rashtrakutas durante la época del emperador Ashoka en el segundo siglo antes de Cristo, y la conexión entre las varias dinastías Rashtrakuta que regían pequeños reinos en la India septentrional y central y el Deccan entre el siglos VI y VII. La relación de estos Rashtrakutas medievales con la dinastía posterior más famosa, los Rashtrakutas de Manyakheta (actualmente Malkhed en el distrito de Gulbarga, estado de Karnataka), que gobernó entre los siglos VIII y X también ha sido debatida.
Las fuentes de la historia de Rashtrakuta incluyen inscripciones medievales, literatura antigua en el idioma Pali, literatura contemporánea en sánscrito y kannada y las notas de los viajeros árabes. Se han propuesto teorías sobre el linaje dinástico (Surya Vamsa —Línea solar y Chandra Vamsa —Línea lunar), la región nativa y el hogar ancestral, basadas en información obtenida de inscripciones, emblemas reales, los nombres de clanes antiguos como "Rashtrika", epítetos (Ratta, Rashtrakuta, Lattalura Puravaradhiswara), los nombres de los príncipes y princesas de la dinastía, y las pistas de reliquias como las monedas. Los académicos debaten sobre qué grupos étnicos/lingüísticos pueden reclamar los primeros Rashtrakutas. Las posibilidades incluyen los grupos étnicos occidentales del norte de la India, el Kannadiga, Reddi, el Maratha, o de las tribus de la región de Punjab.
Sin embargo, los estudiosos coinciden en que los gobernantes de la dinastía imperial en los siglos VIII al X hicieron que el idioma kannada fuera tan importante como el sánscrito. Las inscripciones en rastrakuta usan tanto kannada como sánscrito (los historiadores Sheldon Pollock y Jan Houben afirman que están principalmente en kannada), y los gobernantes alentaron la literatura en ambos idiomas. Los primeros escritos literarios de Kannada existentes se acreditan a sus poetas y realeza de la corte. Aunque estos Rashtrakutas eran Kannadigas, también estaban familiarizados con el idioma Deccan del norte.
El corazón del imperio Rashtrakuta incluía casi todo Karnataka, Maharashtra y partes de Andhra Pradesh, un área que los Rashtrakutas gobernaron durante más de dos siglos. La concesión de la placa de cobre de Samangadh (753) confirma que el rey feudatario Dantidurga, que probablemente gobernó desde Achalapura en Berar (Elichpur moderno en Maharashtra), derrotó al gran ejército Karnatic (refiriéndose al ejército de los Chalukyas de Badami) de Kirtivarman II de Badami en 753 y tomado el control de las regiones del norte del imperio Chalukya. Luego ayudó a su suegro, el rey Pallava Nandivarman a recuperar Kanchi de los Chalukyas y derrotar a los Gurjaras de Malwa y a los gobernantes de Kalinga, Kosala y Srisailam.
El sucesor de Dantidurga, Krishna I, conquistó grandes porciones de las actuales Karnataka y Konkan. Durante el gobierno de Dhruva Dharavarsha que tomó el control en 780, el reino se expandió en un imperio que abarcaba todo el territorio entre el río Kaveri y la India central. Dirigió expediciones exitosas a Kannauj, la sede del poder del norte de la India, donde derrotó a los Gurjara Pratiharas y los Palas de Bengala, obteniendo fama y un gran botín, pero no más territorio. También atrajo a los Chalukyas orientales y Gangas de Talakad bajo su control. Según Altekar y Sen, los Rashtrakutas se convirtieron en un poder de la India durante su gobierno.

### Expansión
El ascenso del tercer hijo de Dhruva Dharavarsha, Govinda III, al trono anunció una era de éxito como nunca antes. Hay incertidumbre sobre la ubicación de la capital temprana de los Rashtrakutas en este momento. Durante su gobierno hubo un conflicto de tres vías entre los Rashtrakutas, los Palas y los Pratiharas por el control de las llanuras del Ganges. Al describir sus victorias sobre el Emperador Pratihara Nagabhatta II y el Emperador Pala Dharmapala, la inscripción de Sanjan dice que los caballos de Govinda III bebieron de las aguas heladas de los arroyos del Himalaya y sus elefantes de guerra probaron las aguas sagradas del Ganges. Sus hazañas militares se han comparado con las de Alejandro Magno y Arjuna de Mahabharata. Después de haber conquistado Kannauj, viajó hacia el sur, se aferró a Guyarat, Kosala (Kaushal), Gangavadi, humilló a los Pallavas de Kanchi, instaló una regla de su elección en Vengi y recibió dos estatuas como acto de sumisión del rey de Ceilán (una estatua del rey y otra de su ministro). Los Cholas, los Pandyas y los Cheras de Karur le rindieron homenaje. Como dice un historiador, los tambores del Deccan se escucharon desde las cuevas del Himalaya hasta las costas de la costa de Malabar. El imperio Rashtrakuta ahora se extendió por las áreas desde el Cabo Comorin hasta Kannauj y desde Banaras hasta Bharuch.
El sucesor de Govinda III, Amoghavarsha I hizo de Manyakheta su capital y gobernó un gran imperio. Manyakheta siguió siendo la capital real de los Rashtrakutas hasta el final del imperio. Llegó al trono en 814, pero no fue hasta 821 que suprimió las revueltas de los feudatarios y ministros. Amoghavarsha hizo las paces con la dinastía Ganga occidental dándoles a sus dos hijas en matrimonio, y luego derrota a los invasores Chalukyas orientales en Vingavalli y asumió el título de Viranarayana. Su gobierno no era tan militar como el de Govinda III, ya que prefería mantener relaciones amistosas con sus vecinos, los Gangas, los Chalukyas orientales y los Pallavas con las que también cultivo lazos maritales. Su época fue enriquecedora para las artes, la literatura y la religión. Conocido ampliamente como el más famoso de los emperadores Rashtrakuta, Amoghavarsha I fue un erudito consumado en kannada y sánscrito. Su Kavirajamarga es considerado un hito importante en la poética kannada y Prashnottara Ratnamalika en sánscrito es una escritura de alto mérito y luego fue traducida al idioma tibetano. Debido a su temperamento religioso, su interés en las artes y la literatura y su naturaleza amante de la paz, ha sido comparado con el emperador Ashoka y fue llamado "Ashoka del Sur".
Durante el gobierno de Krishna II, el imperio se enfrentó a una revuelta de los Chalukyas orientales y su tamaño disminuyó al área que incluía la mayor parte del Deccan occidental y Guyarat. Krishna II puso fin al estado independiente de la rama de Guyarat y la puso bajo control directo de Manyakheta. Indra III recuperó la fortuna de la dinastía en el centro de la India al derrotar a los Paramara y luego invadir la región doab de los ríos Ganges y Jamuna. También derrotó a los enemigos tradicionales de la dinastía, los Pratiharas y los Palas, manteniendo su influencia sobre Vengi. El efecto de sus victorias en Kannauj duró varios años según la inscripción en placa de cobre 930 del emperador Govinda IV. Después de una sucesión de reyes débiles durante cuyos reinados el imperio perdió el control de los territorios en el norte y el este, Krishna III, el último gran gobernante, consolidó el imperio de modo que se extendía desde el río Narmada hasta el río Kaveri e incluyó el país tamil del norte (Tondaimandalam) mientras recauda tributo al rey de Ceilán.

### Declive
En 972 d. C., durante el gobierno de Khottiga Amoghavarsha, el Rey Paramara Siyaka Harsha atacó el imperio y saqueó Manyakheta, la capital de los Rashtrakutas. Esto minó seriamente la reputación del Imperio y, en consecuencia, condujo a su caída.  El declive final fue repentino cuando Tailapa II, un feudatario Rashtrakuta de la provincia de Tardavadi en el moderno distrito de Bijapur, se declaró independiente al aprovechar esta derrota. Indra IV, el último emperador, cometió Salekana (ayuno hasta la muerte practicado por los monjes jainistas) en Shravanabelagola. Con la caída de los Rashtrakutas, sus feudatarios y clanes relacionados en el Deccan y el norte de la India declararon su independencia. Los Chalukyas occidentales se anexionaron Manyakheta y la convirtieron en su capital hasta 1015 y construyeron un imperio impresionante en el corazón de Rashtrakuta durante el siglo XI. El foco de dominio se desplazó al río Krishna-río Godavari. Los antiguos feudatarios de los Rashtrakutas en el oeste de Deccan fueron puestos bajo el control de los Chalukyas, y los Cholas de Tanjore hasta ahora reprimidos se convirtieron en sus archienemigos en el sur.
En conclusión, el surgimiento de los Rashtrakutas tuvo un gran impacto en la India, incluso en el norte de la India. Sulaiman (851), Al Masudi (944) e Ibn Khurdadba (912) escribieron que su imperio era el más grande de la India contemporánea y Sulaiman lo llamó además uno de los cuatro grandes imperios contemporáneos del mundo. Según los diarios de viaje de los árabes Al Masudi e Ibn Khordidbih del siglo X, "la mayoría de los reyes de Hindustan volvían sus caras hacia el rey Rashtrakuta mientras rezaban, y sus embajadores se postraban ante ellos. El rey Rashtrakuta era conocido como el "Rey de reyes" (Rajadhiraja) que poseía el más poderoso de los ejércitos y cuyos dominios se extendían desde Konkan hasta Sind". Algunos historiadores han llamado a estos tiempos una "Era de Kannauj Imperial". Desde que los Rashtrakutas capturaron Kannauj con éxito, recaudaron tributo a sus gobernantes y se presentaron como amos del norte de la India, la era también podría llamarse la "Era del Karnataka Imperial". Durante su expansión política en el centro y norte de la India entre los siglos VIII al X, los Rashtrakutas o sus parientes crearon varios reinos que gobernaron durante el reinado del imperio central o continuado gobernando durante siglos después de su caída o llegó al poder mucho más tarde. Bien conocido entre estos eran los Rashtrakutas de Guyarat (757-888), los Rattas de Saundatti (875–1230) en el Karnataka moderno, los Gahadavalas de Kannauj (1068–1223), los Rashtrakutas de Rajasthan (conocidos como Rajputana) y gobernando desde Hastikundi o Hathundi (893–996), Dahal (cerca de Jabalpur), los Rathores de Mandore (cerca de Jodhpur), los Rathores de Dhanop, los Rashtraudha de Mayuragiri en el moderno Maharashtra y los Rashtrakutas de Kannauj. La conquista de la isla de Ceilán por Rajadhiraja Chola a principios del siglo XI d. C. condujo a la caída de cuatro reyes allí. Según el historiador K. Pillay, uno de ellos, el rey Madavarajah del reino de Jaffna, fue un usurpador de la dinastía Rashtrakuta.

## Administración
Las inscripciones y otros registros literarios indican que los Rashtrakutas seleccionaban al príncipe heredero en función de la herencia. La corona no siempre pasaba al hijo mayor. Las habilidades se consideraban más importantes que la edad y la cronología del nacimiento, como lo demuestra la coronación de Govinda III, que era el tercer hijo del rey Dhruva Dharavarsha. La posición más importante bajo el rey era el ministro principal (Mahasandhivigrahi), debajo de él estaba el comandante (Dandanayaka), el ministro de Asuntos Exteriores (Mahakshapataladhikrita) y un primer ministro (Mahamatyao Purnamathya), todos los cuales generalmente estaban asociados con uno de los reyes feudatarios y deben haber ocupado un cargo en el gobierno equivalente a un primer ministro. Un Mahasamantha era un oficial regio feudatario o de rango superior. Todos los ministros del gabinete estaban bien versados en ciencias políticas (Rajneeti) y poseían entrenamiento militar. Hubo casos en que las mujeres supervisaron áreas importantes como cuando Revakanimaddi, hija de Amoghavarsha I, administró Edathore Vishaya.
El reino se dividió en Mandalas o Rashtras (provincias). Un Rashtra era gobernado por un Rashtrapathi que en ocasiones era el propio emperador. El imperio de Amoghavarsha I tenía dieciséis Rashtras. Dentro de un Rashtra había un Vishaya (distrito) supervisado por un Vishayapathi. Los ministros de confianza a veces gobernaban más de un Rashtra. Por ejemplo, Bankesha, un comandante de Amoghavarsha I encabezó Banavasi, Belvola, Puligere, Kunduru y Kundarge. Debajo del Vishaya estaba el Nadu cuidado por el Nadugowda o Nadugavunda; a veces había dos de estos funcionarios, uno que asumía el cargo por herencia y otro designado centralmente. La división más baja era un Grama o pueblo administrado por un Gramapathi o Prabhu Gavunda.
El ejército Rashtrakuta estaba formado por grandes contingentes de infantería, jinetes y elefantes. Un ejército permanente siempre estaba listo para la guerra en un acantonamiento (Sthirabhuta Kataka) en la capital real de Manyakheta. Los reyes feudatarios también mantuvieron grandes ejércitos, de quienes se esperaba que contribuyeran a la defensa del imperio en caso de guerra. Los jefes y todos los funcionarios también sirvieron como comandantes cuyas publicaciones eran transferibles si surgía la necesidad.
Los Rashtrakutas emitieron monedas (acuñadas en un Akkashale) como Suvarna, Drammas en plata y oro con un peso de 65  granos, Kalanju con 48 granos, Gadyanaka con 96 granos, Kasu con 15 granos, Manjati con 2,5 granos y Akkam de 1,25 granos.

## Economía
La economía de Rashtrakuta fue sostenida por sus productos naturales y agrícolas, sus ingresos de fabricación y el dinero obtenido de sus conquistas. El algodón era el principal cultivo de las regiones del sur de Guyarat, Khandesh y Berar. Minnagar, Guyarat, Ujjain, Paithan y Tagara fueron importantes centros de la industria textil. La tela de muselina se fabricó en Paithan y Warangal. El hilo y la tela de algodón se exportaron de Bharoch. Los calicos blancos se fabricaron en Burhanpur y Berar y se exportaron a Persia, Turquía, Polonia, Arabia y Egipto. La región de Konkan, gobernada por los Silharas, produjo grandes cantidades de hojas de betel, coco y arroz, mientras que los exuberantes bosques de Mysore, gobernados por los Gangas, produjeron maderas como la sandalia, la madera de teca y el ébano. El incienso y los perfumes se exportaron desde los puertos de Thana y Saimur.
El Deccan era rico en minerales, aunque su suelo no era tan fértil como el de las llanuras del Ganges. Las minas de cobre de Cudappah, Bellary, Chanda, Buldhana, Narsingpur, Ahmadnagar, Bijapur y Dharwar fueron una fuente importante de ingresos y desempeñaron un papel importante en la economía. Se extrajeron diamantes en Cudappah, Bellary, Kurnool y Golconda; La capital, Manyakheta, y Devagiri, eran importantes centros de comercio de diamantes y joyas. La industria del cuero y el bronceado florecieron en Guyarat y algunas regiones del norte de Maharashtra. Mysore, con sus vastas manadas de elefantes, era importante para la industria del marfil.
El imperio Rashtrakuta controlaba la mayor parte del litoral occidental del subcontinente, lo que facilitaba su comercio marítimo. La rama del imperio de Guyarat obtuvo un ingreso significativo del puerto de Bharoch, uno de los puertos más prominentes del mundo en ese momento. Las principales exportaciones del imperio fueron hilados de algodón, telas de algodón, muselinas, pieles, esteras, índigo, incienso, perfumes, nueces de betel, cocos, sandalias, madera de teca, aceite de sésamo y marfil. Sus principales importaciones fueron perlas, oro, esclavos, vinos italianos, estaño, plomo, topacio, storax, trébol dulce, pedernal, antimonio, monedas de oro y plata, cantando niños y niñas (para el entretenimiento de la realeza) de otras tierras. El comercio de caballos era un negocio importante y rentable, monopolizado por los árabes y algunos comerciantes locales. El gobierno de Rashtrakuta impuso un impuesto de envío de un Gadyanaka dorado a todos los buques extranjeros que se embarcan en cualquier otro puerto y una tarifa de un Ctharna de plata (una moneda) a los buques que viajan localmente.
Los artistas y artesanos operaban como corporaciones (gremios) en lugar de como negocios individuales. Las inscripciones mencionan gremios de tejedores, petroleros, artesanos, fabricantes de cestas y esterillas y vendedores de frutas. Una inscripción de Saundatti se refiere a una reunión de todas las personas de un distrito encabezado por los gremios de la región. Algunos gremios fueron considerados superiores a otros, al igual que algunas corporaciones, y recibieron cartas reales que determinan sus poderes y privilegios. Las inscripciones sugieren que estos gremios tenían su propia milicia para proteger los bienes en tránsito y, como las asambleas de las aldeas, operaban bancos que prestaban dinero a comerciantes y empresas.
Los ingresos del gobierno provenían de cinco fuentes principales: impuestos regulares, impuestos ocasionales, multas, impuestos sobre la renta, impuestos varios y tributos de los feudatarios. Un impuesto de emergencia se imponía ocasionalmente y era aplicable cuando el reino estaba bajo coacción, como cuando se enfrentaba a calamidades naturales, o cuando se estaba preparando para la guerra o superando los estragos de la guerra. El impuesto sobre la renta incluyó impuestos sobre tierras de la corona, tierras baldías, tipos específicos de árboles considerados valiosos para la economía, minas, sal, tesoros desenterrados por prospectores.  Además, los regalos habituales se daban al rey o los oficiales reales en ocasiones festivas como el matrimonio o el nacimiento de un hijo.
El rey determinaba los niveles de impuestos basados en la necesidad y las circunstancias en el reino mientras se aseguraba de que no se imponga una carga indebida a los campesinos. El propietario o inquilino de la tierra pagaba una variedad de impuestos, incluidos los impuestos sobre la tierra, los impuestos sobre los productos y el pago de los gastos generales para el mantenimiento del Gavunda (jefe de la aldea). Los impuestos sobre la tierra variaron según el tipo de tierra, sus productos y su situación, y oscilaron entre el 8% y el 16%. Una inscripción de Banavasi de 941 menciona la reevaluación del impuesto a la tierra debido a la desecación de un antiguo canal de riego en la región. El impuesto a la tierra puede haber sido tan alto como 20% para pagar los gastos de un ejército frecuentemente en guerra. En la mayor parte del reino, los impuestos sobre la tierra se pagaban en bienes y servicios y rara vez se aceptaba efectivo. Una parte de todos los impuestos ganados por el gobierno (generalmente el 15%) se devolvía a las aldeas para su mantenimiento.
Se aplicaron impuestos a artesanos como alfareros, pastores de ovejas, tejedores, petroleros, comerciantes, dueños de puestos, cerveceros y jardineros. Los impuestos sobre los productos perecederos, como pescado, carne, miel, medicamentos, frutas y productos esenciales como el combustible, llegaron al 16%. Los impuestos sobre la sal y los minerales eran obligatorios, aunque el imperio no reclamaba la propiedad exclusiva de las minas, lo que implicaba que la prospección de minerales privados y el negocio de las canteras podrían haber estado activos. El estado reclamaba todas esas propiedades cuyo propietario legal fallecido no tenía familia inmediata para hacer un reclamo de herencia. Otros impuestos misceláneos incluyeron los impuestos de ferry y vivienda. Solo los brahmanes y sus instituciones del templo estaban sujetos a una tasa más baja.

## Cultura

### Religión
Los reyes Rashtrakuta apoyaron las religiones populares de la época en el espíritu tradicional de tolerancia religiosa. Los académicos han ofrecido varios argumentos sobre qué religión específica favorecían los Rashtrakutas, basando su evidencia en inscripciones, monedas y literatura contemporánea. Algunos afirman que los Rashtrakutas estaban inclinados hacia el jainismo, ya que muchos de los eruditos que florecieron en sus tribunales y escribieron en sánscrito, kannada y algunos en Apabhramsha y Prakrit eran jainistas. Los Rashtrakutas construyeron templos Jainistas conocidos en lugares como Lokapura en el distrito de Bagalkot y su fiel feudatario, la dinastía Ganga Occidental, construyó monumentos jainistas en Shravanabelagola y Kambadahalli. Los estudiosos han sugerido que el jainismo era la religión principal en el corazón del imperio, la Karnataka moderna, que representa más del 30% de la población y domina la cultura de la región. El rey Amoghavarsha I era discípulo de Jain acharya Jinasena y escribió en su escritura religiosa, Prashnottara Ratnamalika, "habiendo hecho una reverencia a Varaddhamana (Mahavira), escribo Prashnottara Ratnamalika". El matemático Mahaviracharya escribió en su Ganita Sarasangraha, "Los sujetos de Amoghavarsha son felices y la tierra produce mucho grano. Que el reino del rey Nripatunga Amoghavarsha, seguidor del jainismo, aumente por todas partes". Amoghavarsha puede haber tomado el jainismo en su vejez.
Sin embargo, los reyes Rashtrakuta también patrocinaron a los seguidores del hinduismo de la fe de Shiva, Vaishnava y Shakta. Casi todas sus inscripciones comienzan con una invocación al dios Vishnu o al dios Shiva. Las inscripciones de Sanjan hablan del rey Amoghavarsha I sacrificando un dedo de su mano izquierda en el templo Lakshmi en Kolhapur para evitar una calamidad en su reino. El Rey Dantidurga realizó el Hiranyagarbha (sacrificio de caballo) y las placas de Sanjan y Cambay del Rey Govinda IV mencionan a los Brahmanes realizando rituales como Rajasuya, Vajapeya y Agnishtoma. Una placa de cobre temprana del Rey Dantidurga (753) muestra una imagen del dios Shiva y las monedas de su sucesor, el Rey Krishna I (768), llevan la leyenda Parama Maheshwara (otro nombre para Shiva). Los títulos de los reyes como Veeranarayana mostraron sus inclinaciones vaisnavas. Su bandera tenía el signo de los ríos Ganges y Yamuna, tal vez copiados de los Chalukyas de Badami. El famoso templo Kailasnatha en Ellora y otras cuevas excavadas en la roca atribuidas a ellos muestran que el hinduismo estaba floreciendo. Su deidad familiar era una diosa por nombre Latana (también conocida como Rashtrashyena, Manasa Vindyavasini) que tomó la forma de un halcón para salvar el reino. Construyeron templos con iconos y ornamentos que satisfacían las necesidades de diferentes religiones. El templo de Salotgi estaba destinado a los seguidores de Shiva y Vishnu y el templo de Kargudri estaba destinado a los adoradores de Shiva, Vishnu y Bhaskara (Surya, el dios del sol).
En resumen, la regla Rashtrakuta era tolerante con múltiples religiones populares, jainismo, vaisnavaismo y shivaismo. El budismo también encontró apoyo y fue popular en lugares como Dambal y Balligavi, aunque en este momento había disminuido significativamente. El declive del budismo en el sur de la India comenzó en el siglo VIII con la difusión de la filosofía Advaita de Adi Shankara. El contacto islámico con el sur de la India comenzó ya en el siglo VII, como resultado del comercio entre los reinos del sur y las tierras árabes. Los colonos musulmanes se casaron con mujeres locales; Sus hijos eran conocidos como Mappilas (Moplahs) y participaban activamente en el comercio de caballos y en la dotación de flotas navieras.

### Sociedad
Las crónicas mencionan más castas que las cuatro castas comúnmente conocidas en el sistema social hindú, algunas de hasta siete castas. Al-Biruni, el famoso indólogo persa/asiático central del siglo X menciona dieciséis castas, incluidas las cuatro castas básicas de brahmanes, kshatriya, vaishya y sudras. La casta Zakaya o Lahud consistía en comunidades especializadas en la danza y la acrobacia. Las personas en las profesiones de vela, caza, tejido, adoquines, cestería y pesca pertenecían a castas o subcastas específicas. La casta de los Antyajas proporcionó muchos servicios serviles a los ricos. Los brahmanes disfrutaban del estatus más alto en la sociedad Rashtrakuta; solo aquellos Kshatriyas en la subcasta Sat-Kshatriya (Kshatriyas nobles) tenían un estatus más alto.
Las carreras de los brahmanes generalmente están relacionadas con la educación, el poder judicial, la astrología, las matemáticas, la poesía y la filosofía o la ocupación de puestos administrativos hereditarios. También los brahmanes practicaban cada vez más profesiones no brahmínicas (agricultura, comercio de nueces de betel y puestos marciales). La pena capital, aunque generalizada, no se aplicaba a las subcastas reales de Kshatriya ni a los brahmanes declarados culpables de crímenes atroces (ya que el asesinato de un brahmán en la India hindú medieval se consideraba un crimen atroz). Como castigo alternativo para hacer cumplir la ley, se cortaba la mano derecha y el pie izquierdo del Brahmin, dejando a esa persona discapacitada.
En el siglo IX, los reyes de las cuatro castas habían ocupado el asiento más alto del sistema monárquico en la India hindú. Admitir Kshatriyas a las escuelas védicas junto con los brahmanes era habitual, pero los niños de las castas Vaishya y Shudra no estaban permitidos. La propiedad de la tierra por parte de personas de todas las castas se registra en inscripciones.  Los matrimonios intercastas en las castas superiores fueron solo entre niñas Kshatriya altamente posicionadas y niños Brahmin, pero fue relativamente frecuente entre otras castas. Las funciones intercastas eran raras y se evitaba comer juntas entre personas de varias castas.
Las familias conjuntas eran la norma, pero las separaciones legales entre hermanos e incluso padre e hijo se han registrado en las inscripciones. Las mujeres y las hijas tenían derechos sobre la propiedad y la tierra, ya que hay inscripciones que registran la venta de tierras por parte de mujeres. El sistema de matrimonio arreglado siguió una política estricta de matrimonio temprano para las mujeres. Entre los brahmanes, los niños se casaban con 16 años o menos y las novias elegidas para ellos tenían 12 años o menos. Esta política de edad no fue estrictamente seguida por otras castas. Se practicó Sati (una costumbre en la que la viuda de un muerto se inmolaría en la pira funeraria de su marido), pero los pocos ejemplos que se señalan en las inscripciones se refieren principalmente a las familias reales. El sistema de afeitar las cabezas de las viudas era infrecuente ya que los epígrafes notan que a las viudas se les permitía crecer el cabello, pero no se aconsejaba decorarlo. El nuevo matrimonio de una viuda era raro entre las castas superiores y más aceptado entre las castas inferiores.
Entre la población general, los hombres usaban dos piezas simples de tela, una prenda suelta en la parte superior y una prenda usada como un dhoti en la parte inferior del cuerpo. Solo los reyes podían usar turbantes, una práctica que se extendió a las masas mucho más tarde. Bailar era un entretenimiento popular y las inscripciones hablan de mujeres reales encantadas por bailarines, tanto hombres como mujeres, en el palacio del rey. Devadasis (las niñas estaban "casadas" con una deidad o templo) a menudo estaban presentes en los templos. Otras actividades recreativas incluyeron asistir a peleas de animales de la misma o diferentes especies. La inscripción Atakur fue hecha para el sabueso favorito del feudatario Ganga occidental Rey Butuga II que murió luchando contra un jabalí en una cacería. Hay registros de reservas de caza para cazar por la realeza. La astronomía y la astrología estaban bien desarrolladas como sujetos de estudio, y había muchas creencias supersticiosas, como que atrapar a una serpiente con vida, demostraba la castidad de una mujer. Las personas mayores que padecían enfermedades incurables preferían acabar con sus vidas ahogándose en las aguas sagradas de un sitio de peregrinos o quemando ritualmente.

### Literatura
El kannada se hizo más prominente como lenguaje literario durante la regla Rashtrakuta con su escritura y literatura que mostraban un notable crecimiento, dignidad y productividad. Este período marcó efectivamente el final de la era clásica del Prakrit y el Sánscrito. Los poetas de la corte y la realeza crearon obras eminentes en kannada y sánscrito que abarcaban formas literarias como la prosa, la poesía, la retórica, las epopeyas hindúes y la historia de la vida de los tirthankaras jainistas. Escritores bilingües como Asaga ganaron fama, y notables eruditos como Mahaviracharya escribieron sobre matemáticas puras en la corte del rey Amoghavarsha I.
El Kavirajamarga (850) del rey Amoghavarsha I es el primer libro disponible sobre retórica y poética en Kannada, aunque es evidente a partir de este libro que los estilos nativos de composición de Kannada ya habían existido en siglos anteriores. El Kavirajamarga es una guía para poetas (Kavishiksha) que tiene como objetivo estandarizar estos diversos estilos. El libro se refiere a los primeros escritores de prosa y poesía de Kannada, como Durvinita, quizás un monarca del siglo VI de la dinastía Ganga Occidental.
El escritor jainista Adikavi Pampa, ampliamente considerado como uno de los escritores de Kannada más influyentes, se hizo famoso por el Adipurana (941). Escrito en estilo champu (estilo mixto en prosa), es la historia de la vida del primer Jain tirthankara Rishabhadeva. Otro trabajo notable de Pampa fue Vikramarjuna Vijaya (941), la versión del autor de la epopeya hindú, Mahabharata, con Arjuna como el héroe. También llamada Pampa Bharata, es un elogio del mecenas del escritor, el rey Chalukya Arikeseri de Vemulawada (un feudatario Rashtrakuta), que compara favorablemente las virtudes del rey con las de Arjuna. Pampa demuestra tal dominio del kannada clásico que los eruditos a lo largo de los siglos han escrito muchas interpretaciones de su trabajo.
Otro notable escritor jainista en Kannada fue Sri Ponna, patrocinado por el rey Krishna III y famoso por su Shantipurana, su relato de la vida de Shantinatha, el 16.º tirthankara jainista. Obtuvo el título de Ubhaya Kavichakravathi (poeta supremo en dos idiomas) por su dominio sobre el Kannada y el Sánscrito. Sus otros escritos en kannada fueron Bhuvanaika-ramaabhyudaya, Jinaksharamale y Gatapratyagata. Adikavi Pampa y Sri Ponna se llaman "gemas de la literatura Kannada".
Las obras en prosa en sánscrito también fueron prolíficas durante esta época.. Teorías y axiomas matemáticos importantes fueron postulados por Mahaviracharya, natural de Gulbarga, que pertenecía a la tradición matemática Karnataka y fue patrocinado por el rey Amoghavarsha I. Su mayor contribución fue Ganitasarasangraha, un escrito de 9 capítulos. Somadevasuri de 950 escribió en la corte de Arikesari II, un feudatario de Rashtrakuta en Vemulavada. Fue autor de Yasastilaka champu, Nitivakyamrita y otros escritos. El objetivo principal de la escritura de Champu debía propagar los principios y la ética jainistas. La segunda escritura revisa el tema de Arthashastra desde el punto de vista de la moral de Jain de una manera clara y concisa. Ugraditya, un asceta jainista de Hanasoge en el moderno distrito de Mysore, escribió un tratado médico llamado Kalyanakaraka. Él pronunció un discurso en la corte de Amoghavarsha I alentando la abstinencia de productos animales y el alcohol en la medicina.
Trivikrama fue un destacado erudito en la corte del rey Indra III. Sus clásicos fueron Nalachampu (915), el primero en estilo champu en sánscrito, Damayanti Katha, Madalasachampu y Begumra. La leyenda dice que la Diosa Saraswati lo ayudó en su esfuerzo por competir con un rival en la corte del rey. Jinasena fue el preceptor espiritual y guru de Amoghavarsha I. Un teólogo, sus contribuciones son Dhavala y Jayadhavala (escrito con otro teólogo Virasena). Estos escritos llevan el nombre de su rey patrón, que también se llamaba Athishayadhavala. Otras contribuciones de Jinasena fueron Adipurana, más tarde completada por su discípulo Gunabhadra, Harivamsha y Parshvabhyudaya.

### Arquitectura
Los Rashtrakutas contribuyeron mucho al patrimonio arquitectónico del Deccan. El historiador de arte Adam Hardy clasifica su actividad de construcción en tres escuelas: Ellora, alrededor de Badami, Aihole y Pattadakal, y en Sirval cerca de Gulbarga. Las contribuciones de los Rashtrakuta al arte y la arquitectura se reflejan en los espléndidos templos rupestres excavados en la roca en Ellora y Elephanta, áreas también ocupadas por monjes jainistas, ubicados en el actual Maharashtra. El sitio de Ellora fue originalmente parte de un complejo de 34 cuevas budistas probablemente creadas en la primera mitad del siglo VI cuyos detalles estructurales muestran la influencia de los Pandya. Los templos rupestres ocupados por hindúes son de períodos posteriores.
Los Rashtrakutas renovaron estas cuevas budistas y volvieron a dedicar los santuarios excavados en la roca. Amoghavarsha se convirtió al jainismo y hay cinco templos de cuevas jainistas en Ellora atribuidos a su período. La más extensa y suntuosa de las obras de Rashtrakuta en Ellora es su creación del templo monolítico de Kailasanath, un logro espléndido que confirma el estado de "Balhara" como "uno de los cuatro principales Reyes del mundo". Las paredes del templo tienen maravillosas esculturas de la mitología hindú, como Ravana, Shiva y Parvathi, mientras que los techos tienen pinturas.
El proyecto del Templo de Kailasanath fue encargado por el Rey Krishna I después de que el gobierno de Rashtrakuta se extendiera al sur de la India desde el Deccan. El estilo arquitectónico utilizado es Karnata Dravida según Adam Hardy. No contiene ninguno de los Shikharas comunes al estilo Nagara y fue construido en las mismas líneas que el templo Virupaksha en Pattadakal en Karnataka. Según el historiador de arte Vincent Smith, el logro en el templo Kailasanath se considera una consumación arquitectónica del templo monolítico excavado en la roca y merece ser considerado una de las maravillas del mundo. Según el historiador del arte Percy Brown, como un logro del arte, el templo Kailasanath se considera una obra inigualable de la arquitectura rupestre, un monumento que siempre ha emocionado y asombrado a los viajeros.
Mientras que algunos estudiosos han afirmado que la arquitectura en Elephanta es atribuible a los Kalachuri, otros afirman que fue construida durante el período Rashtrakuta. Algunas de las esculturas como Nataraja y Sadashiva se destacan en belleza y artesanía, incluso la de las esculturas de Ellora. Las esculturas famosas en Elephanta incluyen Ardhanarishvara y Maheshamurthy. El último, un busto de tres caras de Shiva, mide 25 pies (8 m) de altura y se considera una de las mejores piezas de escultura en la India. Se dice que, en el mundo de la escultura, pocas obras de arte que representan una divinidad son tan equilibradas. Otros famosos templos excavados en la roca en la región de Maharashtra son los templos de la cueva Dhumer Lena y Dashvatara en Ellora (famosa por sus esculturas de Vishnu y Shivaleela) y el templo Jogeshvari cerca de Mumbai.
En Karnataka, sus templos más famosos son el templo Kashivishvanatha y el templo Jain Narayana en Pattadakal, un sitio del Patrimonio Mundial de la UNESCO. Otros templos conocidos son el templo Parameshwara en Konnur, el templo Brahmadeva en Savadi, los templos Settavva, Kontigudi II, Jadaragudi y Ambigeragudi en Aihole, el templo Mallikarjuna en Ron, el templo Andhakeshwara en Huli (Hooli), Someshwara templo en Sogal, templos Jain en Lokapura, Navalinga templo en Kuknur, templo Kumaraswamy en Sandur, numerosos templos en Shirival en Gulbarga, y el templo Trikuteshwara en Gadag que más tarde fue expandido por los Chalukyas de Kalyani. El estudio arqueológico de estos templos muestra que algunos tienen el plan estelar (multigonal) que luego utilizarán profusamente los Hoysalas en Belur y Halebidu. Una de las tradiciones más ricas de la arquitectura india tomó forma en el Deccan durante este tiempo que Adam Hardy llama el estilo dravida de Karnata en oposición al estilo tradicional Dravida.

### Lengua
Con el final de la dinastía Gupta en el norte de la India a principios del siglo VI, comenzaron a producirse cambios importantes en el Deccan al sur de Vindyas y en las regiones del sur de la India. Estos cambios no solo fueron políticos, sino también lingüísticos y culturales. Las cortes reales de la India peninsular (fuera de Tamilakam) interactuaron entre el uso creciente del idioma kannada local y la creciente cultura sánscrita. Las inscripciones, incluidas las que eran bilingües, demuestran el uso del kannada como el idioma administrativo principal junto con el sánscrito..  Los archivos del gobierno utilizaron Kannada para registrar información pragmática relacionada con las concesiones de tierras. El idioma local formó la literatura desi (popular) mientras que la literatura en sánscrito era más marga (formal). Las instituciones educativas y los lugares de educación superior (ghatikas) enseñaron en sánscrito, el idioma de los brahmanes aprendidos, mientras que el Kannada se convirtió cada vez más en el discurso de la expresión personal de la cercanía devocional de un adorador a una deidad privada. El patrocinio que el Kannada recibió de los ricos y letrados Jains finalmente condujo a su uso en los movimientos devocionales de los siglos posteriores.
La literatura y las inscripciones contemporáneas muestran que el Kannada no solo era popular en la moderna región de Karnataka, sino que se había extendido más al norte hasta el actual sur de Maharashtra y al norte de Deccan en el siglo VIII. Kavirajamarga, el trabajo sobre poética, se refiere a toda la región entre el río Kaveri y el río Godavari como "país de Kannada". La educación superior en sánscrito incluía los temas de Veda, Vyakarana (gramática), Jyotisha (astronomía y astrología), Sahitya (literatura), Mimansa (Exégesis), Dharmashastra (ley), Puranas (ritual) y Nyaya (lógica). Un examen de las inscripciones de este período muestra que el estilo de escritura Kavya (clásico) era popular. La conciencia de los méritos y defectos en las inscripciones por parte de los archiveros indica que incluso ellos, aunque poetas mediocres, habían estudiado literatura clásica estándar en sánscrito. Una inscripción en kannada del rey Krishna III, escrita en un medidor poético de Kanda, se ha encontrado tan lejos como Jabalpur en la moderna Madhya Pradesh. Kavirajamarga, una obra sobre poética en kannada de Amoghavarsha I, muestra que el estudio de la poesía fue popular en el Deccan durante este tiempo. La escritura sánscrita de Trivikrama, Nalachampu, es quizás la primera en el estilo champú del Deccan.